# الصرب في ألبانيا
يمثل الصرب الألبانيون أقلية عرقية في ألبانيا، حيث يشار إليهم بشكل رسمي باسم أقلية الصرب والجبل الأسود.
وحسب آخر تعداد قومي للسكان في ألبانيا (عام 2000)، كان هناك حوالي 2000 من التابعين للصرب والجبل الأسود (حيث تتم الإشارة إليهم معًا على أنهم مجموعة عرقية واحدة) في الدولة. ويقول المجتمع المحلي للأشخاص التابعين للصرب والجبل الأسود إن عددهم حوالي 25000 نسمة، في حين أن المصادر المستقلة قالت إن الرقم كان 10000 نسمة في عام 1994.
وتقدر المصادر الصربية العدد بما يصل إلى 30 ألف نسمة. وكان عدد التابعين للصرب والجبل الأسود في ألبانيا على الأقل 4 آلاف حسب تقديرات عام 2009، حيث كان هذا الرقم يشير إلى أعضاء جمعية موراكا روزافا لأقلية الصرب والجبل الأسود في ألبانيا.
كما يوجد كذلك مجتمع صربي مسلم في اشكودرا، إلا أن موقفهم من ناحية الجنسية غير معروف.
ولم يكن بإمكان الصرب الكشف عن هوياتهم كصرب، حيث إنه لم يكن ينظر إليهم على أنهم أقلية معترف بها مثل المقدونيين (4000 نسمة)، ومع ذلك، فإن عام 2011 شهد أول مرة يقوم فيها الصرب بتسجيل أنفسهم كصرب في تعداد السكان التالي لمدة ثمانية عقود.
وقد أظهرت المقابلات الشخصية مع الصرب من مقاطعة اشكودير في عام 2002 أنهم كانوا يحصلون على معاشهم من الزارعة والاتصالات التجارية مع الجبل الأسود.
ووفقًا لوزارة الشتات الصربية في عام 2009، فإن الأقلية الأكثر تعرضًا للخطر في أوروبا هي الصرب في ألبانيا، الذين لم يتح لهم الحق في استخدام اللغة الصربية أو التوجه الديني (الأورثوذوكسية الصربية) منذ ألبانيا الشيوعية، في حين أنهم أجبروا أثناء فترة حكم أنور خوجا (Enver Hoxha) على تغيير أسمائهم ولا يمكن لهم استعادتها.

## معلومات تاريخية
تمكن جيش السلافيين الجنوبيين (Sklavenoi)، الذين أخذوا في مهاجمة الإرهابيين البيزنطيين في عام 520، من احتلال دوريس وأغلب إيبيروس ومقدونيا في عام 548. ووفقًا للإمبراطور قسطنطين السابع، وصف بورفيروجنيتس (الذي حكم في الفترة بين 913 إلى 959) في كتابه «إدارة الإمبراطورية» الأشخاص المتعددين الذين كانوا بالقرب من الإمبراطور الروماني الشرقي. وقد كان الصرب الأوائل يعيشون في المحافظات الرومانية السابقة دالماسيا وبرايفاليتانا ومويسيا، وفي أجزاء من أقصى شمال ألبانيا (حول بحيرة اسكادار) وكانوا منظمين بشكل مبدئي في شكل الاسكلافينيين (Slavdom، أي «منطقة السلافيين»)، حيث كانت القبائل الأولى القوية تمتلك الاستقلال الذاتي تحت حكم الإمبراطورية البيزنطية. وأثناء فترة حكم كاسلاف كلونيميروفيتش (الذي حكم في الفترة بين 927 و960)، كانت أغلب ألبانيا جزءًا من بلغاريا (في الشرق) والإمبراطورية البيزنطية (ديراهشيوم (منطقة) هي الحد الغربي البحري. وبعد ضم راشكيا، تم ضم الإمارة الصربية دوكليا (التي أصبحت فيما بعد زيتا) لتكون الكيان الطرفي للصرب، وكانت تحتوي على قدر كبير من الأراضي إلى الشمال من دوريس، حيث كانت أشكودير مدينة هامة في تلك المستوطنة. وتشتق العديد من المدن التي كانت تحتوي على سكان صرب في الماضي أسماءها من العصور الوسطى المبكرة عندما كان السلافيون يحكمون ألبانيا.
يوفان فلاديمير (حكم في الفترة بين 990 إلى 1016) سيطر على كوبليك أثناء فترة حكمه. وفي عام 1018، احتل باسل الثاني أغلب مناطق البلقان وقام بتأسيس أسقفية أوهريد الأرثوذكسية، والتي كانت بمثابة الشاهد على الأرثوذكسية الشرقية للسلافيين الجنوبيين.
وفي وثيقة الختم الذهبي لصربيا الصادرة في عام 1330، كانت ماليزيا مسكونة بالصرب الأرثوذكس، وتشهد أسماء العديد من المدن كذلك على سيادة الصرب، مثل: تريبو بولي وبايبان ولوزان وجوران وبوليان وما إلى ذلك.
وفي عام 1582، في «سجلات الضرائب» في العهد العثماني، كانت أغلب أرجاء ألبانيا الشمالية تضم سكانًا من الصرب، وكان سنجق اسكوتاري يضم 81700 نسمة من الصرب، في حين أن سنجق دوريس كان يضم 8600 نسمة من الصرب. وقد كان الصرب أغلبية في شستاني ومركو، بينما كانوا أقلية في كليمنتي وفي هوتي. وإلى الشرق من بحيرة أشكودرا، كانت توجد جيوب صربية، كما يظهر كذلك في أسماء المناطق: زلوجورا وبريزي وجرونكار وبودجور وكوزماك ودوبري وترنوسلاف وجراديك وروميستي وماليسيفو وكوسوفو وبردينس وبوليكاني وبوبين وقرية «صربين» ومدينة «اسكلاف».
وتشتهر عشائر هوتي وجرودا وكليمندي الموجودة في شمال ألبانيا بأنها ذات أصل صربي ألباني مختلط، حيث إن لها جذورًا في الجبل الأسود وماليسيا.
وفي عام 1828، تم افتتاح مدرسة للصرب في اشكودرا. وقد درس فيها نيكولا موسولين.
وفي عام 1920، كانت القرى التالية تحتوي على أغلبية أو أكثرية صربية: برش وباسيتس وفراكا واستربتس وكادروم. وقد كانت الزراعة هي المهنة الرئيسية.
وفي عام 1921، أعلنت الحكومة الألبانية أنه يجب أن يتم تسجيل اليونان كأقلية، أما الصرب الأرثوذكس، في المقابل، فكان يجب عليهم تسجيل أنفسهم كألبانيين (وبالتالي أصبحوا مواطنين ألبانيين) خلال فترة عامين. وفي تعداد السكان في ألبانيا، وصل عدد اليونانيين إلى 15000، في حين أن الصرب والبلغاريين كان عددهم 200 عائلة. وخلال الفترة بين 1921 إلى 1928، تمت تقوية مجتمع الصرب في ألبانيا من خلال الجهود التي بذلتها مملكة يوغوسلافيا، التي فتحت العديد من المدارس الصربية الخاصة في الفترة بين 1923 إلى 1924، من بينها مدرسة فراك التي كانت تحتوي على 72 تلميذًا في عام 1930، وثلاثة مدارس في اشكودرا. وقد ظهر فريق عرقي صربي لكرة القدم في اشكودرا ونافس في الدوري الألباني. كما ظهرت منظمتان شبابيتان (جوسلار وأوبيليش) في اشكودرا. وقد أضعف إنشاء الكنيسة الألبانية الأرثوذكسية من تواجد الصرب واليونانيين في الدولة. وقد تم إغلاق الـ 14 كنيسة والدير النشطة ببطء من خلال الحكومة الألبانية، وقد تم تدمير مدرسة الصرب في فراك في عام 1934. وقد قرر أنور خوجا تدمير المقابر الصربية ومعبدين من المعابد الصربية.
وبعد تحرير دول البلقان، بدء الصرب من ألبانيا في الهجرة إلى صربيا. ومع الحروب اليوغوسلافية، ومع حرب كوسوفو في النهاية، انتقل العديد من الصرب إلى يوغوسلافيا.
على الطريق الصغير من إلباسان إلى ديوهاز، توجد بقايا 99 مبنى للصرب الأورثوذوكس. وفي اشكودرا، توجد كاتدرائية سان ستيفن، وفي دونيا، توجد كنيسة الأم ماري.
كان الليوملياني عبارة عن صرب أسلموا وبالتالي أصبحوا من الألبان.
ويقوم صرب ألبانيا بتغيير أسمائهم الألبانية إلى الأسماء الصربية الأصلية الخاصة بهم، ومع ذلك، فإن تلك العملية صعبة، بسبب الأخطاء الموجودة لدى الحكومة الألبانية.

### السكان

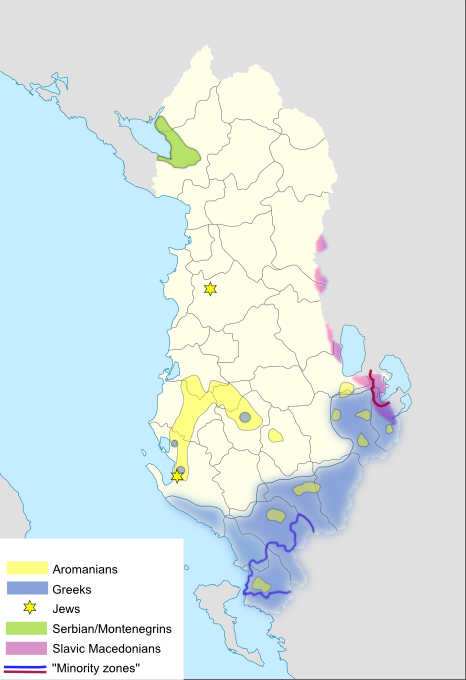
الأقليات في ألبانيا، الصرب باللون الأخضر

#### 1582
الأغلبية:
- شستاني (Šestan)،
- مركو

الأقلية:
- كليمنتي، قليل بشكل نسبي
- هوتي، قليل بشكل نسبي
- ناهياس إلى الشرق من نهر بويانا وبحيرة اسكادار

كان سنجق اشكودرا يحتوي على 81700 نسمة من الصرب، في حين أن سنجق دوريس كان يحتوي على 8600 نسمة من الصرب

#### 1912-20
قام أسقف الكنيسة الصربية الأرثوذكسية في أوهريد نيكولاي فيليميروفيتش بتسجيل ما يزيد على 60000[بحاجة لمصدر] صربيًا في منطقة اشكودرا وتيرانا و39 قرية صربية عرقية داخل ألبانيا. وفي كورسي، تم تسجيل 1400 يوغوسلاقي، ومع ذلك، فإن التقدير أكثر من ذلك بكثير

### 1928
حسب إحصاء السكان في عام 1928، كان هناك حوالي 65000 صربي في ألبانيا، حيث كانوا يشكلون تقريبًا 8% من إجمالي عدد السكان في ألبانيا وأكبر الأقليات الموجودة بها.

#### التسعينيات من القرن العشرين
- 1542 أورثوذوكسيًا في فراك (من الصرب والجبل الأسود).

## العشائر
هناك مصادر تشير إلى أن عشيرة كلمندي لها أصول صربية، وأن مؤسس تلك العشيرة قد أتى من موراكا أي بيبيري أي الهرسك. وقد قام شخص من الكليمين (أو أماتي) من كوسي بالاستقرار في البداية في هوتي، ثم انتقل إلى منطقة العشيرة الحالية. ومن بين المنتمين إلى كليمنتي، يظهر نيكولا أوسترومني كولمنديجا (نيكولا «حاد الذكاء» كولمنديجا) وهو الأب المؤسس لهم.

## الثقافة

### الأسماء
كجزء من سياسات الاستيعاب، لم يكن يسمح للصرب باستخدام الأسماء الصربية.
وقد استخدم العديد من الصرب كلمات بسيطة كألقاب: دروري (درفو، شجرة)، وآرا (أوراه، خشب الجوز)، وجوري (كامن، حجر)، وهيكوري (جيفوزدي، حديد)، وقيرشيا (ترنشينيا، كرز) ودريتاريا (بروزر، نافذة)

## وصلات خارجية
- Projekat Rastko - Skadar
- Association of the Serbo-Montenegrin minority in the Republic of Albania "MORAČA-ROZAFA"
- Rts.rs Kvadratura kruga, Kako su Srbi postali Albanci (Documentary in Serbian)